# Понте Гардена
Понте Гардена (итал. Ponte Gardena) је насеље у Италији у округу Болцано, региону Трентино-Јужни Тирол.
Према процени из 2011. у насељу је живело 157 становника. Насеље се налази на надморској висини од 469 м.

## Становништво
Према резултатима пописа становништва 2011. у општини је живело 195 становника.
| 1931. | 1936. | 1951. | 1961. | 1971. | 1981. | 1991. | 2001. | 2011. |
| ----- | ----- | ----- | ----- | ----- | ----- | ----- | ----- | ----- |
| 245   | 230   | 257   | 285   | 257   | 212   | 210   | 181   | 195   |